# 张孟旭
张孟旭（1909年10月28日—1985年10月1日），直隶（今河北）安平马店乡赵院村人，中华人民共和国政治人物。中国共产党党员。

## 生平
生于中农家庭。1925年考入在天津的河北省立第一师范学校第36班。1929年暑假前经同班同学齐惠春介绍加入中国共产主义青年团。同年9月转入中国共产党。1930年初任省立一师学生党支部书记，6月12日在旱桥散发传单时被捕，被河北省高等法院天津分院判刑八年。关押在天津小西关的河北省第三监狱。1932年初任三监囚犯党支部书记。1935年华北当局被局势所迫，对政治犯实施大赦，减刑三分之一。张孟旭拒绝履行反共手续出狱。1936年1月12日出狱。在安平县长堤小学当教员。
1937年抗战爆发后，根据中共保南特委书记吴健民的指示在家乡组织抗日武装。1937年9月成立安平县委（隐蔽在县委领导的县人民武装自卫团大队部内），安贵普为县委书记，段占鳌为县委军事委员，张孟旭为组织委员，弓濯之为宣传委员。县委领导的县武装自卫团很快增加到500多人。1938年2月任冀中二地委巡视员、1938年9月到1939年5月深县抗日政府县长、冀中政治主任公署特派员、冀中第十专区专员、冀中行政公署民政科长等职。1942年5月到中共晋察冀中央分局党校学习。1943年3月从党校被分配到平北，任平西地委平北地分委委员、平西专员公署平北办事处生任。1945年1月任平北地委委员、平北专员公署专员。
1945年8月日本投降后，被晋察冀边区行政委员会任命为张家口市民主政府市长。8月23日八路军从日伪手中解放张家口，当天张孟旭以市长名义签发了张家口市政府第一份公告并全城张贴。1946年10月撤出张家口后，任冀热察行政公署副主任。1948年12月张家口第二次解放当天，根据中国人民解放军华北军区司令部、政治部的命令，成立了中国人民解放军张家口市军事管制委员会，张苏为军管会主任；牛树才、詹大南为副主任；张孟旭、苏毅然为委员。同一天华北人民政府发布命令，任命张孟旭为张家口市人民政府市长。
1949年3月任冀东南下工作团总团长，6月率6个南下工作团抵达汉口，任湖南省人民政府秘书长和湖南省军事管制委员会秘书长。协助黄克诚、王首道、萧劲光，金明、高文华等省领导准备接管湖南的干部整训学习。1949年8月5日进入长沙市区后，还担任联络湖南和平起义人士、贯彻党的对和平起义人员的政策。毛泽东批给程潜5万斤大米(折款)的工作特费，程潜指定张孟旭为他经管这笔特费，凭条支付，用于救济确有生活困难的“辛亥革命同志会”的老人。
1953年任湖南省副省长，分管交通、邮电、文教卫生和外事等工作，并兼任省交通办公室主任和党组书记。1956年任湖南省委常委、副省长。1956年8月任“湘西土家族苗族自治州筹备委员会”主任委员。1960年任湖南省委书记处书记，主管文教工作，兼任中国科学院湖南分院院长和湖南省科学技术委员会主任。1964年10月调任国务院文教办公室常务副主任，协助张际春(时任中共中央宣传部副部长、国务院文教办公室主任)工作。文革初期下放宁夏“五七”干校劳动。1979年1月任教育部顾问。是第二届全国人大代表。八十年代初主动退二线，积极撰写回忆录，总结监狱斗争的经验，撰写安平县、平北抗日根据地、张家口地区的革命斗争史和湖南解放、建设史。 